# Onfroi el Barbudo
Onfroi el Barbudo también Humphrey el Viejo y Onfroi de Bohun (Latín medieval: Unfridus cum barba, Bohun, c. 1040-Tatterford, 24 de marzo de 1113) fue un noble caballero anglonormando, señor de Bohun, La Mancha. Se le considera el fundador de la familia de Bohun, que llegó a ser prominente en la historia de Inglaterra, particularmente como condes de Hereford, Essex y Northampton. De ascendencia desconocida, aunque algunas fuentes le citan como Hijo de Enrique [Henry] de Bohun y Margarita de Eudes. Wace cita que participó en la conquista normanda de Inglaterra siguiendo a Guillermo el Conquistador. Otras fuentes citan que era pariente cercano del duque Guillermo, y Wace habla de él como uno de los principales guerreros en el campo de batalla, recibió una escasa recompensa por su destreza en la batalla de Hastings. 
El Libro Domesday menciona que poseía el feudo de Tatterford en Norfolk. Fue benefactor de la abadía de Saint-Léger de Préaux, a quien donó el feudo de Puchay con el consentimiento de sus hijos Robert y Richard.

## Herencia
Se casó tres veces:
Primer matrimonio con una dama desconocida:
- Ellen de Bohun (c. 1089-1130), esposa de Henry de Grey [Croy] (c. 1085-1140). Ambos serían padres de John de Grey (c. 1123-1211), señor de Water Eaton en Buckinghamshire.

Segundo matrimonio con una dama desconocida (¿Ealgith?):
- Adela [Adeliza] de Bohun (c. 1074-1105), esposa de Main d'Aubigny (d'Aubigné, c. 1055-1095), señor de Saint-Aubin-d'Aubigné;
- Robert de Bohun;
- Richard de Méry (de Bohun, c. 1113-1179), señor de Bohon y de Méry por matrimonio con Lucie de Méry.
- Ingelram [Ingulf] de Bohun;
- Dos hijas de nombre desconocido.

Tercer matrimonio con una dama desconocida (¿Ealgith?):
- Onfroi II de Bohun, (apodado el Grande, c. 1080-1129), barón de Trowbridge y segundo barón de Tatterford.